# هزینه پست
هزینهٔ پست (انگلیسی: Postage Due) یک فیلم کمدی صامت آمریکایی است که در سال ۱۹۲۴ منتشر شد.

## بازیگران
- استن لورل
- جیمز فینلیسون
- اینا گرگوری
- ادی بیکر
- چارلی هال
- سمی بروکس
- جان بی. اوبراین
- هلن گیلمور
- جرج رو
- بیلی اِنگِل